# Георги Марков (зоолог)
Вижте пояснителната страница за други личности с името Георги Марков.
Георги Георгиев Марков е български зоолог, доктор на биологичните науки. Професор в ИБЕИ на БАН.

## Биография и дейност
Завършил е висше образование по електрохимия (1974) и биология (1981). През 1985 г. се хабилитира като доктор на науките с дисертация на тема „Сравнителен популационно-морфологичен и генетичен анализ на род Сърни (Capreolus Gray, 1821)“. През 1998 г. се хабилитира като доктор на биологичните науки с дисертация на тема „Популационна изменчивост, морфологична и генетична диференциация, и систематика на представителни видове от сем. Елени (Cervidae) в Палеарктика“. От 1993 г. е старши научен сътрудник II степен в Института по зоология при БАН, а от 1998 до 2010 е ръководител на секция „Биология и екология на сухоземните животни“ и на лаборатория „Териология“ в същия институт. От 2010 г. е ръководител на секция „Биоразнообразие, популационна биология и ресурси на гръбначните животни“ и на работна група „Териология“ при ИБЕИ на БАН. Публикувал е над 176 научни труда в специализирани списания и сборници. Участва в ръководството на много международни и национални научни програми в областта на биологията.